# بات براون (سياسي)
بات براون (بالإنجليزية: Pat Browne)‏ هو سياسي أمريكي، ولد في 8 ديسمبر 1963 في ألينتاون في الولايات المتحدة. حزبياً، نشط في الحزب الجمهوري. وقد انتخب عضو مجلس ولاية بنسيلفانيا وانتخب عضو مجلس نواب بنسيلفانيا.

## وصلات خارجية
- الموقع الرسمي